# マオリ王

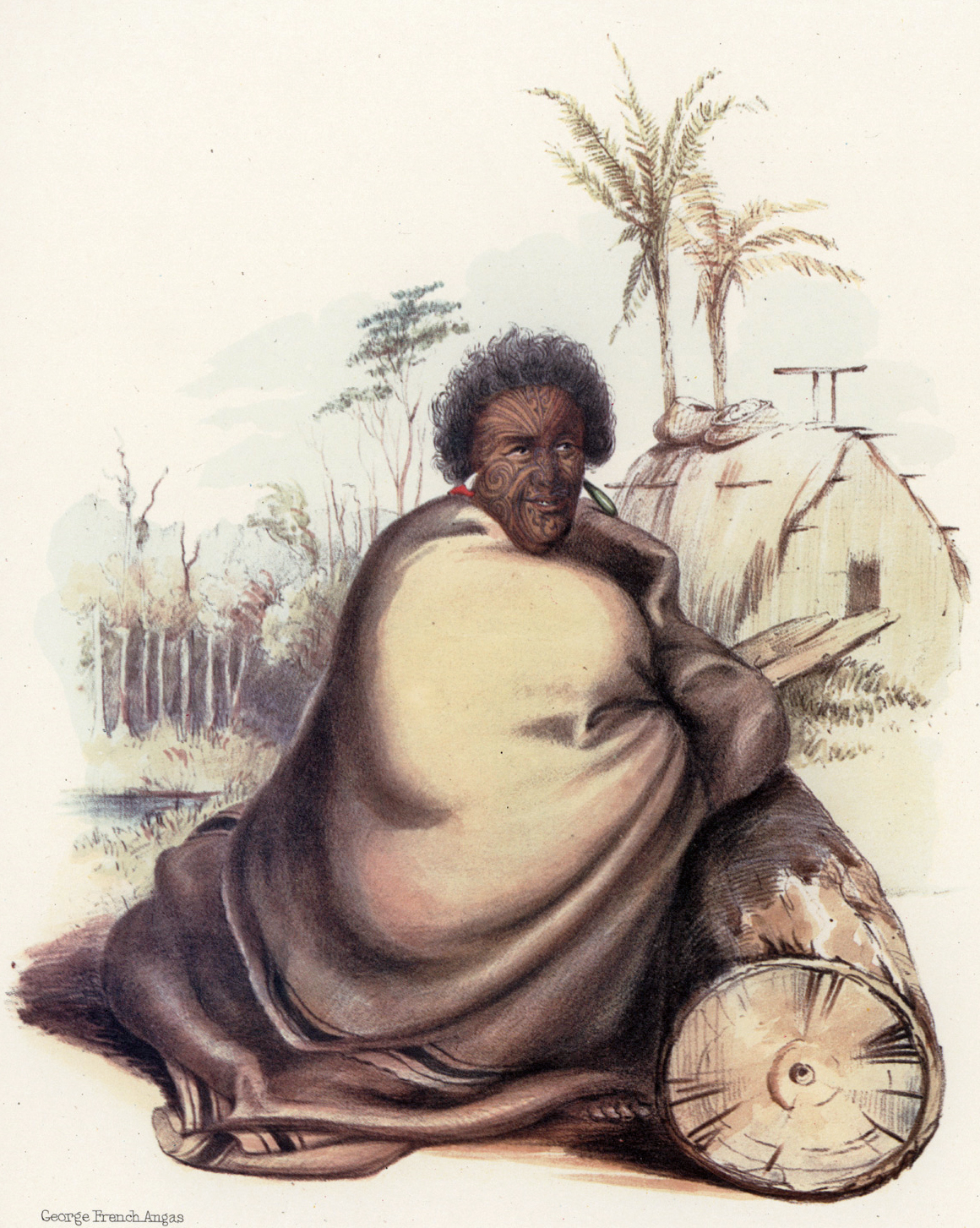
初代のマオリ王 ポタタウ・テ・フェロフェロ

マオリ王（マオリおう、マオリ語: Ariki Nui、英語: Māori King）は、ニュージーランドの先住民・少数民族であるマオリの社会運動であるキンギタンガ（毛: Kīngitanga）の王。ニュージーランドにおいて法的な地位は持っておらず、すべてのマオリがその地位を承認しているわけではないが、ニュージーランドの社会的に大きな影響力を持つ。現在の王は第8代のナ・ワイ女王。

## 歴史

### キンギタンガの始まり
ニュージーランドは伝統的に先住民族であったマオリが居住していたが、1769年のジェームズ・クックの来航以降、マオリ語でパケハと呼ばれる白人が植民を行うようになり、あらゆる面で大きな影響を受けるようになった。1840年、マオリの首長たちはマオリの伝統を保証するという条件のもと、イギリスに主権を譲渡するワイタンギ条約を締結した。しかしこの条約は英語とマオリ語で意味が異なることや、参加していないマオリの首長がいるなど重大な瑕疵を多く含むものであった。植民者の手によってマオリの土地は急速に奪われ、狭まった土地をめぐるイウィ（部族）間の抗争も激化した。
一方で、キリスト教の千年王国論の影響を受けたマオリの間では、様々な新宗教が生まれた。これはマオリの土地へのアイデンティティを強化し、植民者にこれ以上土地を渡さないという運動につながった。1850年代、北島南西部の部族は連携し、土地不買同盟を結成した。
土地不買同盟はイギリスの王に倣ってマオリにも王を戴くべきであるという考えに行き着いた。これはマオリによる、王のマナが届く範囲は神聖不可侵であるという認識があった。このマオリ王を擁立する社会運動をキンギタンガという。キンギ（毛: Kīngi）は王、タンガ（毛: tanga）は集まりを意味する。初代の王に選出されたのはワイカト族の首長、テ・フェロフェロであった。1858年、テ・フェロフェロはポタタウの名で即位し、「神と人の法を実行し、王のもとに法と秩序と平和が訪れる」と宣言した。しかしタラナキ地方での土地売買交渉がもとで、ポタタウとキンギタンガは土地戦争（ニュージーランド戦争）に追い込まれることとなった。1864年、オラカウの戦いに敗北したポタタウの息子ポタタウ2世とキンギタンガは、植民地政府による和平交渉の呼びかけを受け入れず、1881年までンガティ・マニアポトにこもって抵抗を続けることとなる。植民者たちは各部族の切り崩しを図り、戦争に参加した部族の土地を没収するに至った。一方でポタタウ2世は預言者からタウィアオの名を受けるなどして宗教的な権威を獲得し、キンギタンガに参加したマオリ達の結束を強めた。タウィアオの支配する領域、キング・カントリーは一種の鎖国的状態となり、白人の出入りは厳しく制限され、農業が発展したことで経済的な余裕を持つようになった。タウィアオは1884年に渡英し、植民地政府の不当性を訴えたが、本国に容れられなかった。1885年にキング・カントリーは開放され、タウィアオ達は小さな居留地に移らざるを得なくなった。

### 転換期
1894年にタウィアオが没すると、次男のマフタ・タウィアオがマオリ王に就いた。マフタ・タウィアオはニュージーランドの立法議会議員になったが、批判を受けて辞している。1912年には白人との敵対姿勢を見せるテ・ラタがマオリ王となったが、次第にタウィアオの孫にあたるテ・プエアの活動が活発となる。テ・プエアはタウィアオ家の長男の血筋ではなく、女性であったが、マオリと白人の両方の教育を受けた、活動的な指導者であった。
第一次世界大戦が勃発すると、ニュージーランド政府はマオリに対しても軍に参加するよう命じたが、テ・プエアは大規模な徴兵制反対運動で対抗した。徴兵拒否者を救ったことと、スペイン風邪の大流行時に献身的な看護を行い、100人余の孤児を養子にしたことは、彼女の声名を大きく高めた。1924年、テ・ラタはワイカト族の故地であるナルアワヒアの荒れ地を購入し、テ・プエアにマラエの建築を命じた。このマラエはトゥランガワエワエ（人が立つ場所）と名付けられている。テ・プエアはハカなどの廃れかけていたマオリの伝統的な歌や踊りを復興し、高い技術でそれを見せる一座を巡業させた。これでキンギタンガは大きな収入を得ただけではなく、キンギタンガ外部のマオリに対してもその名を知らしめることにつながった。またこれは白人たちのマオリへの関心を惹起させることとなり、1928年にはニュージーランド総督チャールズ・ファーガソン (7代準男爵)夫妻がトゥランガワエワエを訪れ、テ・プエアらマオリ王族と面会している。
以降、テ・プエアらは政府との交渉を通じて没収されたワイカト族の地の返還交渉にあたった。1946年にニュージーランド政府が賠償金を支払うことで一応の解決を見た。1953年にはイギリス女王エリザベス2世がトゥランガワエワエを訪れ、コロキ・マフタ王と会談している。コロキ・マフタは、土地戦争のことを「すんだことは水に流せ」と発言するなど、白人との対決よりも友好の中でマオリの存続を優先する方針を取り、マオリ内でのマオリ王とキンギタンガの権威を確立した。

## 権能
マオリ王はニュージーランドにおける法的な地位は持っていないものの、強い影響力を持つ。ニュージーランド総督も着任した際にはトゥランガワエワエを訪れ、マオリ王を表敬することが慣例となっている。
継承にあたっては、先代王の葬儀の席で、出席した諸部族の有力者が後継者を選出・推戴することになっている。これまで選出されたのはすべて初代王ポタタウの子孫である。

## マオリ王の一覧
| 代  | 王 | 王 | 在位期間                                        | 備考                         |
| --- | --- | -- | ----------------------------------------------- | ---------------------------- |
| 001 | ポタタウ・テ・フェロフェロ Pōtatau Te Wherowhero                                                                       |    | 1856年 - 1860年6月25日 （2年）                  |                              |
| 002 | タウィアオ Tāwhiao |    | 1860年6月25日 - 1894年8月26日 （34年 + 62日）   | ポタタウの子                 |
| 003 | マフタ・タウィアオ Mahuta Tawhiao                                                                                      |    | 1894年8月26日 - 1912年11月9日 （18年 + 75日）   | タウィアオの次男             |
| 004 | テ・ラタ・テ・フェロフェロ Te Rata Te Wherowhero                                                                       |    | 1912年11月24日 − 1933年10月1日 （20年 + 311日） | マフタ・タウィアオの長男     |
| 005 | コロキ・テ・ラタ・マフタ ・タフィアオ・ポタタウ ・テ・フェロフェロ Korokī Te Rata Mahuta Tāwhiao Pōtatau Te Wherowhero |    | 1933年10月8日 - 1966年5月18日 （32年 + 222日）  | テ・ラタの長男               |
| 006 | テ・アリキヌイ・デイム ・テ・アタイランカアフ Te Arikinui Dame Te Atairangikaahu                                       |    | 1966年5月23日 - 2006年8月15日 （40年 + 84日）   | コロキ・マフタの長女         |
| 007 | ツヘイティア・パキ Tuheitia Paki                                                                                       |    | 2006年8月15日 − 2024年8月30日 （18年 + 15日）   | テ・アタイランギカアフの長男 |
| 008 | ナ・ワイ Ngā Wai Hono i te Pō                                                                                          |    | 2024年9月5日 − （在位） （201日）               | ツヘイティア・パキの長女     |